# Egor Egorovič Staal
Barone Egor Egorovič Staal, (in tedesco: Georg Friedrich Karl von Staal) (Reval, 12 marzo 1822 – Parigi, 22 febbraio 1907), è stato un diplomatico russo.

## Biografia
Era il figlio del generale Egor Fëdorovič Staal, e di sua moglie, Amalia Julian von Lilienfeld. È stato istruito privatamente e poi presso l'Università di Mosca.
Nel 1866 sposò Sof'ja Michajlovna (1837-1917), figlia del principe Michail Dmitrievič Gorčakov. Ebbero una figlia:
- Agafokleya Egorovna (1867-1917), sposò Aleksej Anatol'evič Orlov-Davydov, ebbero due figli.

## Carriera
Staal entrò nel servizio diplomatico russo, all'età di 23 anni, quando si unì al Dipartimento asiatico. Egli fu inviato a Costantinopoli e fu assegnato alla principe Michail Dmitrievič Gorčakov durante la guerra di Crimea.
Dopo la guerra, fu Console Generale a Budapest fino al 1859, quando si trasferì ad Atene. Nel 1864, divenne consigliere a Costantinopoli. Dal 1870 al 1880, fu ministro plenipotenziario in diversi stati tedeschi, tra cui Württemberg, prima di essere nominato ambasciatore nel Regno Unito nel 1884. Rifiutò l'incarico di ministro degli Esteri della Russia nel 1896, a causa di cattive condizioni di salute. Nel 1899 presiedette la prima conferenza dell'Aia. Si ritirò nel 1902.

## Morte
Morì il 22 febbraio 1907 a Parigi.